# Niboshi
Niboshi (煮干し) são sardinhas japonesas recém-nascidas secas (às vezes traduzido como anchova). Elas são uma das muitas variedades de pequenos peixes secos usados na culinária asiática como aperitivos ou tempero de sopas e outros alimentos.

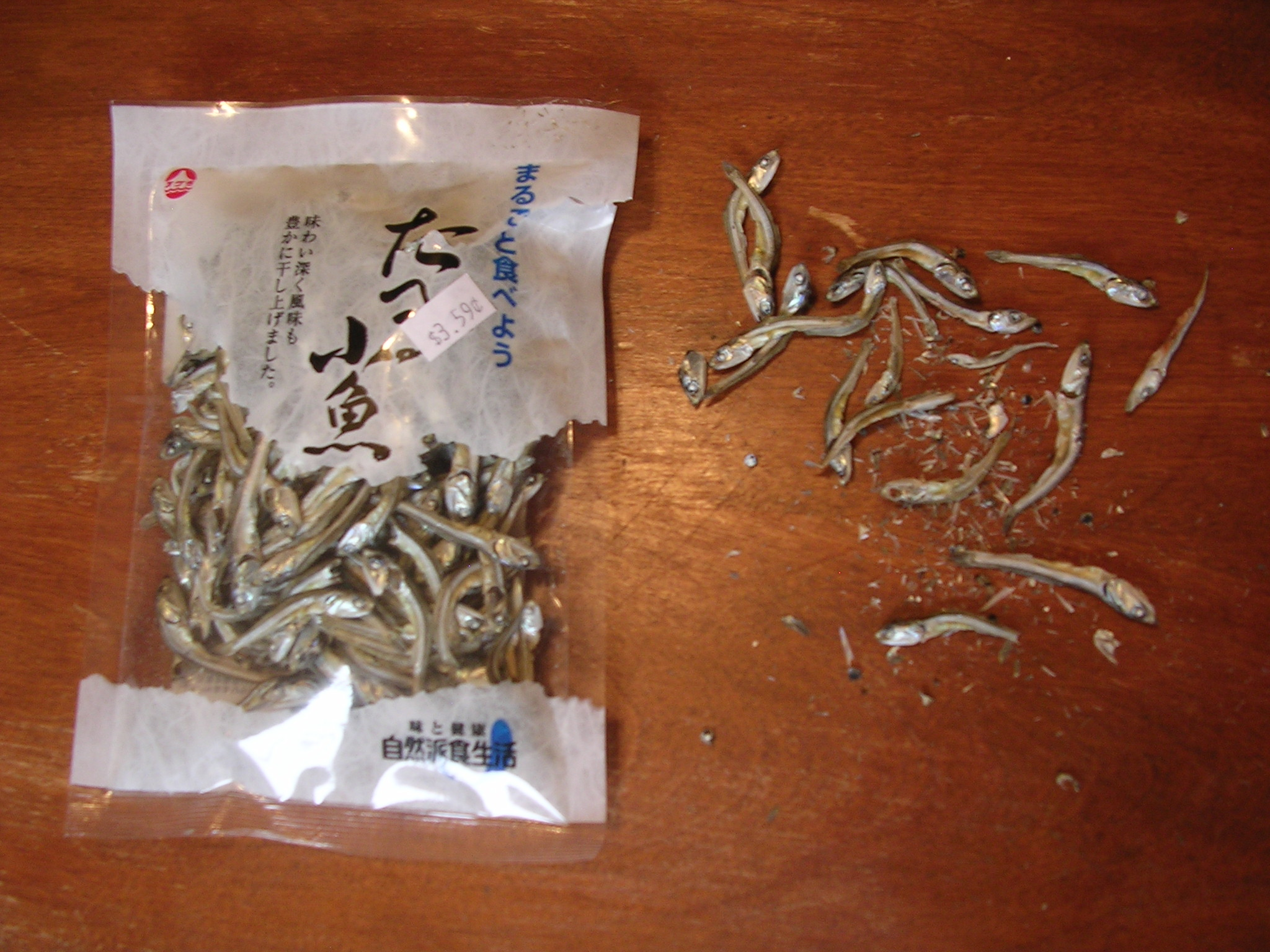
Pacote de niboshi

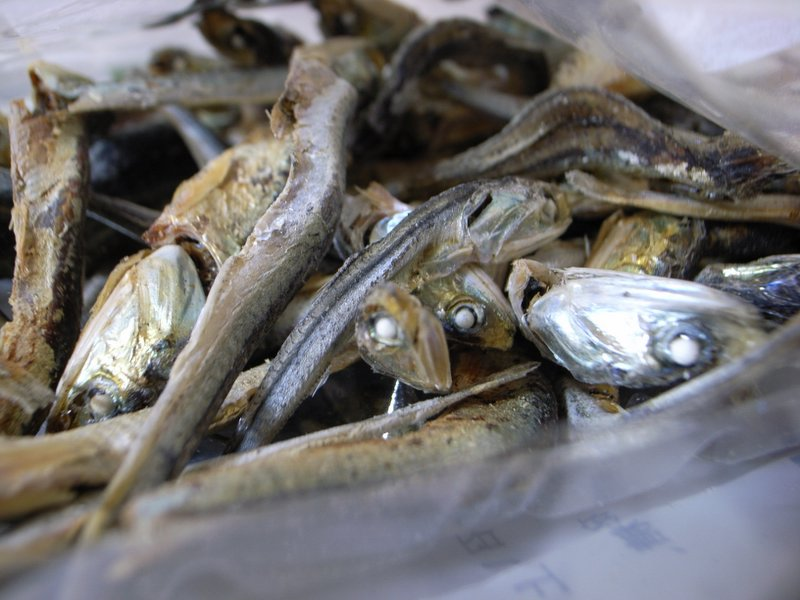
Niboshi seco

No Japão, niboshi dashi é uma das formas mais comuns de dashi. Ele é especialmente popular como ingrediente do missoshiru. O niboshidashi é feito misturando o niboshi com água. Se deixado descansando por uma noite ou se fervido, o sabor das pequenas sardinhas penetra na água, originando um ingrediente bastante popular.
O niboshi também é cozido e servido como aperitivo e como uma comida simbólica no osechi japonês, durante o Ano Novo. O tazukari (sardinhas salgadas e doces fritas para o Ano Novo) é feito fritando as sardinhas secas e depois adicionando uma mistura de shoyu, açúcar, mirin e sementes de gergelim branco tostadas. As sardinhas fritas coreanas costumam incluir pequenas quantidades de gengibre, alho e pasta de chili.